# Svevlad II
 (juillet 2022).
Améliorez-le ou discutez des points à vérifier. 
Svevlad II (ou Semoaldo (Senulado), en serbe cyrillique : Свевлад), est le fils du premier monarque serbe Ostroilo et fondateur de la dynastie Svevladovic une dynastie puissance qui selon certaines sources[Lesquelles ?] aurait régné dans les Balkans et Europe centrale, et petit-fils du roi Svevlad Ier. Il est un monarque légendaire qui aurait hérité du trône de son père, et aurait étendu les frontières de son royaume ; pour les textes latins il aurait régné entre les Balkans et l'Europe Centrale, il aurait persécuté les chrétiens[Information douteuse], son règne aurait duré 12 ans, laissant la place à son fils Selimir où Silimir,,.